# Aloe mahraensis
Aloe mahraensis ist eine Pflanzenart der Gattung der Aloen in der Unterfamilie der Affodillgewächse (Asphodeloideae). Das Artepitheton mahraensis verweist auf das Vorkommen der Art im Gouvernement al-Mahra in Jemen.

## Beschreibung

### Vegetative Merkmale
Aloe mahraensis wächst stammlos, verzweigt und bildet große, dichte Gruppen. Die zwölf bis 20 Laubblätter sind schmal lanzettlich-zugespitzt. Die graue oder bläulich grüne Blattspreite ist 22 bis 25 Zentimeter lang und 7 Zentimeter breit. Der Blattrand ist ganzrandig oder trägt manchmal undeutlich ausgebildete Zähne. Der Blattsaft ist gelb.

### Blütenstände und Blüten
Der aufrechte Blütenstand ist einfach oder weist gelegentlich ein bis zwei Zweige auf. Er erreicht eine Länge von 50 bis 70 Zentimeter. Die ziemlich lockeren, zylindrischen Trauben sind etwa 30 Zentimeter lang. Die Brakteen weisen eine Länge von 4 Millimeter auf und sind 2 Millimeter breit. Die kahlen roten Blüten besitzen eine gelbe Mündung und stehen an 6 Millimeter langen, rosafarbenen Blütenstielen. Die Blüten sind 22 bis 26 Millimeter lang. Auf Höhe des Fruchtknotens weisen die Blüten einen Durchmesser von 5 Millimeter auf. Ihre äußeren Perigonblätter sind auf einer Länge von 7 Millimetern nicht miteinander verwachsen. Die Staubblätter und der Griffel ragen 2 bis 3 Millimeter aus der Blüte heraus.

## Systematik und Verbreitung
Aloe mahraensis ist in Jemen auf trockenen Abschwemmungen an der Küstenebene von al-Mahra um al-Ghaida in einer Höhe von etwa 75 Metern verbreitet.
Die Erstbeschreibung durch John Jacob Lavranos und Thomas A. McCoy wurde 2002 veröffentlicht.

## Nachweise